# Stadion im. Wladimera Boczoriszwilego
Stadion im. Wladimera Boczoriszwilego – stadion sportowy w Tkibuli, w Gruzji. Został otwarty w 1968 roku. Może pomieścić 14 700 widzów. Swoje spotkania rozgrywają na nim piłkarze klubu Meszachte Tkibuli.